# Radikal 109
Radikal 109 mit der Bedeutung „Auge“ ist eines von 23 der 214 traditionellen Radikale der chinesischen Schrift, die mit fünf Strichen geschrieben werden.
Mit 116 Zeichenverbindungen in Mathews’ Chinese-English Dictionary gibt es sehr viele Schriftzeichen, die unter diesem Radikal im Lexikon zu finden sind.
Das Schriftzeichen entwickelte sich aus der bildlichen Darstellung eines menschlichen Auges. Zunächst von vorne gezeichnet, die Pupille in der Mitte, wurde das Auge später seitwärts gedreht und mit dem Gebrauch des Schreibpinsels wurde das Schriftzeichen eckiger und verlor damit seine Eindeutigkeit. Meist fungiert der Radikal als Sinnträger im zusammengesetzten Zeichen und stellt diese dann in den Zusammenhang von sehen und Auge wie zum Beispiel in 眉 (= Augenbraue), 眶 (= Augenhöhle), 睁 (= Augen aufschlagen), 盲 (= blind), 睹 (= sehen, wahrnehmen), 眯 (= blinzeln) und 瞪 (= starren). In 相 (= Aussehen) finden sich die Komponenten 目 (= Auge) und 木 (= Baum). Dies geht auf einen Satz im Buch der Wandlungen zurück: „Auf der Erde sehen wir vor allem Bäume“. So fanden Auge (目) und Baum (木) zum kombinierten Zeichen 相 (xiang) zusammen, das ursprünglich sehen bedeutete.

## Schriftzeichenverbindungen, die vom Radikal 109 regiert werden
| Striche | Zeichen                                                                                         |
| ------- | ----------------------------------------------------------------------------------------------- |
| +0      | 目                                                                                              |
| +02     | 盯                                                                                              |
| +03     | 盰 盱 盲 盳 直 盵                                                                               |
| +04     | 盶 盷 相 盹 盺 盻 盼 盽 盾 盿 眀 省 眂 眃 眄 眅 眆 眇 眈 眉 眊 看 県 眍                         |
| +05     | 眎 眏 眐 眑 眒 眓 眔 眕 眖 眗 眘 眙 眚 眛 眜 眝 眞 真 眠 眡 眢 眣 眤 眥 眦 眧 眨 眩 眪 眫 眬 眿 |
| +06     | 眭 眮 眯 眰 眱 眲 眳 眴 眵 眶 眷 眸 眹 眺 眻 眼 眽 眾                                           |
| +07     | 着 睁 睂 睃 睄 睅 睆 睇 睈 睉 睊 睋 睌 睍 睎 睏 睐 睑                                           |
| +08     | 睒 睓 睔 睕 睖 睗 睘 睙 睚 睛 睜 睝 睞 睟 睠 睡 睢 督 睤 睥 睦 睧 睨 睩 睪 睫 睬 睭             |
| +09     | 煛 睮 睯 睰 睱 睲 睳 睴 睵 睶 睸 睹 睺 睻 睼 睽 睾 睿 瞀 瞁 瞂 瞃 瞄 瞅 瞆                      |
| +10     | 瞇 瞈 瞉 瞊 瞋 瞌 瞍 瞎 瞏 瞐 瞑 瞒 瞓                                                          |
| +11     | 瞔 瞕 瞖 瞗 瞘 瞙 瞚 瞛 瞜 瞝 瞞 瞟 瞠 瞡 瞢 瞣                                                 |
| +12     | 瞤 瞥 瞦 瞧 瞨 瞩 瞪 瞫 瞬 瞭 瞮 瞯 瞰 瞱 瞲 瞳 瞴 瞵 瞶 瞷                                     |
| +13     | 瞸 瞹 瞺 瞻 瞼 瞽 瞾 瞿 矀 矁 矂                                                                |
| +14     | 矃 矄 矅 矆 矇 矈 矉 矊                                                                         |
| +15     | 矋 矌 矍 矎 矏                                                                                  |
| +16     | 矐 矑 矒 矓                                                                                     |
| +18     | 矔                                                                                              |
| +19     | 睷 矕 矗                                                                                        |
| +20     | 矘 矙                                                                                           |
| +21     | 矖 矚                                                                                           |

 Im Unicodeblock Kangxi-Radikale ist das Radikal 109 unter der Codepointnummer 12.140 (U+2F6C) codiert.